# Primetime Emmy-díj
A Primetime Emmy-díjat a  Televíziós Művészetek és Tudományok Akadémiája (Academy of Television Arts & Sciences) adja át minden évben, a főműsoridőben (angolul „primetime”) sugárzott televíziós műsorok elismerése céljából. Az első díjátadó 1949-ben volt, akkor még egyszerűen csak Emmy-díjként utaltak rá. 1974-ben, az első „daytime” (azaz a nappali órákban sugárzott műsorokat elismerő) díjátadó után vált külön a két kategória.
A díjátadó rendszerint szeptember közepére esik, az őszi televíziós szezon megkezdése előtti vasárnapra. A 2010-es években négy televíziós csatorna műsorai versengenek a díjért – ABC, CBS, Fox és NBC. Amennyiben az NBC közvetíti a díjátadót, annak időpontját augusztus végére teszik, hogy ne essen egybe az NFL vasárnap éjszakai közvetítésével.
A Primetime Emmy-díj jelentősége a televíziózásban hasonló, mint a filmek terén Oscar-díjnak, a zenében a Grammy-díjnak vagy színpadi művek esetén a Tony-díjnak. A díj három kategóriára oszlik: Primetime Emmy-díj, Primetime Creative Arts Emmy-díj és Primetime Engineering Emmy-díj.

## Kategóriák

### Primetime Emmy-díj
Műsorok
- Legjobb vígjátéksorozat (1952-től)
- Legjobb drámasorozat (1951-től)
- Legjobb limitált vagy antológia sorozat (1973-tól)
- Legjobb vetélkedő műsor (2003-tól)
- Legjobb tévéfilm (1973-tól)
- Legjobb varieté szkeccssorozat (2015-től)
- Legjobb varieté beszélgetős műsor (2015-től)

Rendezés
- Legjobb rendezés (vígjátéksorozat) (1959-től)
- Legjobb rendezés (drámasorozat) (1955-től)
- Legjobb rendezés (limitált vagy antológia sorozat vagy tévéfilm) (1975-től)
- Legjobb rendezés (varietésorozat) (2009-től)

Forgatókönyv
- Legjobb forgatókönyv (vígjátéksorozat) (1955-től)
- Legjobb forgatókönyv (drámasorozat) (1955-től)
- Legjobb forgatókönyv (limitált vagy antológia sorozat vagy tévéfilm) (1975-től)
- Legjobb forgatókönyv (varietésorozat) (2009-től)

Színészek
Férfi főszereplő
- Legjobb férfi főszereplő (vígjátéksorozat) (1954-től)
- Legjobb férfi főszereplő (drámasorozat) (1954-től)
- Legjobb férfi főszereplőnek (minisorozat, antológiasorozat vagy tévéfilm) (1955-től)

Női főszereplő
- Legjobb női főszereplő (vígjátéksorozat) (1954-től)
- Legjobb női főszereplő (drámasorozat) (1954-től)
- Legjobb női főszereplőnek (minisorozat, antológiasorozat vagy tévéfilm) (1955-től)

Mellékszereplő színész
- Legjobb férfi mellékszereplő (vígjátéksorozat) (1954-től)
- Legjobb férfi mellékszereplő (drámasorozat) (1954-től)
- Legjobb férfi mellékszereplőnek (minisorozat, antológiasorozat vagy tévéfilm) (1975-től)

Mellékszereplő színésznő
- Legjobb női mellékszereplő (vígjátéksorozat) (1954-től)
- Legjobb női mellékszereplő (drámasorozat) (1954-től)
- Legjobb női mellékszereplő (televíziós limitált vagy antológia sorozat vagy tévéfilm) (1975-től)

### Primetime Creative Arts Emmy-díj

#### Műsorok
- Legjobb dokumentum vagy valós történeten alapuló sorozat
- Legjobb dokumentum vagy valós történeten alapuló különkiadás
- Kivételes érdemű dokumentum filmkészítés
- Legjobb műsorvezetős valós történeten alapuló sorozat vagy különkiadás
- Legjobb rövid vígjáték, dráma vagy varieté sorozat
- Legjobb rövid műsoridejű valós történeten alapuló sorozat vagy valóságshow
- Legjobb strukturált valóságshow
- Legjobb strukturálatlan valóságshow
- Legjobb varieté különkiadás (élő)
- Legjobb varieté különkiadás (előre felvett)

#### Színészek
- Legjobb teljesítmény karaktermegszólaltatásban
- Legjobb vendégszínész (drámasorozat)
- Legjobb vendégszínész (vígjátéksorozat)
- Legjobb vendégszínésznő (drámasorozat)
- Legjobb vendégszínésznő (vígjátéksorozat)
- Legjobb narrátor
- Legjobb színész (rövid műsoridejű vígjáték-vagy drámasorozat)
- Legjobb színésznő (rövid műsoridejű vígjáték-vagy drámasorozat)

#### Animáció
- Legjobb animációs műsor
- Legjobb rövid műsoridejű animációs műsor
- Legjobb egyéni eredmény animációban

#### Színészválogatás
- Legjobb színészválogatás (vígjátéksorozat)
- Legjobb színészválogatás (drámasorozat)
- Legjobb színészválogatás (limitált vagy antológia sorozat vagy tévéfilm)
- Legjobb színészválogatás (valóságshow)

#### Koreográfia
- Legjobb koreográfia (forgatókönyves műsor)
- Legjobb koreográfia (varieté-és valóságshow

#### Operatőr
- Legjobb operatőr (limitált vagy antológia sorozat vagy tévéfilm)
- Legjobb operatőr (többkamerás sorozat)
- Legjobb operatőr (valós történeten alapuló műsor)
- Legjobb operatőr (valóságshow)
- Legjobb operatőr (egykamerás sorozat, félórás)
- Legjobb operatőr (egykamerás sorozat, egy órás)

#### Reklám
- Legjobb reklám

#### Jelmezek
- Legjobb kortárs jelmez
- Legjobb fantasy/sci-fi jelmez
- Legjobb időszakos jelmez
- Legjobb jelmez (varieté vagy valós történeten alapúló műsor vagy valóságshow)

#### Rendezés
- Legjobb rendezés (dokumentum vagy valós történeten alapuló műsor)
- Legjobb rendezés (valóságshow)
- Legjobb rendezés (varité különkiadás)

#### Hajformázás
- Legjobb kortárs hajformázás
- Legjobb időszakos és/vagy szereplő hajformázása
- Legjobb hajformázás(varieté vagy valós történeten alapúló műsor vagy valóságshow)

#### Műsorvezetés
- Legjobb műsorvezető (valóságshow vagy vetélkedős műsor)

#### Világítás tervezése vagy rendezése
- Legjobb világítás tervezés vagy rendezés (varieté sorozat)
- Legjobb világítás tervezés vagy rendezés (varieté különkiadás)

#### Főcím
- Legjobb főcím

#### Smink
- Legjobb nem prosztetikus kortárs smink
- Legjobb smink varieté vagy valós történeten alapuló műsor vagy valóságshow
- Legjobb nem prosztetikus időszakos és/vagy szereplő smink
- Legjobb prosztetikus smink

#### Zene
- Legjobb zeneszerzés (dokumentumsorozat vagy különkiadás)
- Legjobb zeneszerzés (limitált vagy antológia sorozat, tévéfilm vagy különkiadás)
- Legjobb zeneszerzés (sorozat)
- Legjobb zenei rendezés
- Legjobb zenei felügyelet
- Legjobb eredeti főcímzene
- Legjobb eredeti zene és szöveg

#### Képvágás
- Legjobb többkamerás képvágás (vígjátéksorozat)
- Legjobb képvágás (valós történeten alapuló műsor)
- Legjobb képvágás (strukturált valóságshow vagy vetélkedős műsor)
- Legjobb képvágás (strukturálatlan valóságshow)
- Legjobb képvágás (varieté műsor)
- Legjobb egykamerás képvágás (vígjátéksorozat)
- Legjobb egykamerás képvágás (drámasorozat)
- Legjobb egykamerás képvágás (limitált vagy antológia sorozat vagy tévéfilm)

#### Díszlet
- Legjobb díszlet elbeszélő kortárs műsor (egy órás vagy több)
- Legjobb díszlet elbeszélő műsor (fél órás vagy kevesebb)
- Legjobb díszlet elbeszélő időszakos vagy fantasy műsor (egy órás vagy több)
- Legjobb díszlet (varieté sorozat, valóságshow vagy vetélkedős műsor)
- Legjobb díszlet (varieté különkiadás)

#### Hangvágás
- Legjobb hangvágás (vígjáték- vagy drámasorozat, egy órás)
- Legjobb hangvágás (félórás vígjáték- vagy drámasorozat és animáció)
- Legjobb hangvágás (limitált vagy antológia sorozat, tévéfilm vagy különkiadás)
- Legjobb hangvágás (valós történeten alapúló műsor vagy valóságshow)

#### Hangkeverés
- Legjobb hangkeverés (vígjáték- vagy drámasorozat, egy órás)
- Legjobb hangkeverés (félórás vígjáték- vagy drámasorozat és animáció)
- Legjobb hangkeverés (limitált vagy antológia sorozat, tévéfilm vagy különkiadás)
- Legjobb hangkeverés (valós történeten alapúló műsor vagy valóságshow)
- Legjobb hangkeverés (varieté sorozat vagy különkiadás)

#### Különleges, vizuális effektek
- Legjobb különleges, vizuális effektek (egy évad vagy tévéfilm)
- Legjobb különleges, vizuális effektek (egy epizód)

#### Kaszkadőri munka
- Legjobb kaszkadőri koordináció (vígjátéksorozat vagy varieté műsor)
- Legjobb kaszkadőri koordináció (dráma, limitált, vagy antológia sorozat vagy tévéfilm)
- Legjobb kaszkadőri teljesítmény

#### Technikai rendezés
- Legjobb technikai rendezés, kameramunka, videóvezérlés (sorozat)
- Legjobb technikai rendezés, kameramunka, videóvezérlés (különkiadás)

#### Forgatókönyv
- Legjobb forgatókönyv (valós történeten alapuló műsor)
- Legjobb forgatókönyv (varieté különkiadásban)

## Fordítás
- Ez a szócikk részben vagy egészben  a   Primetime Emmy Award című angol Wikipédia-szócikk fordításán alapul.  Az eredeti cikk szerkesztőit annak laptörténete sorolja fel. Ez a jelzés csupán a megfogalmazás eredetét és a szerzői jogokat jelzi, nem szolgál a cikkben szereplő információk forrásmegjelöléseként.